# 小川落
小川落（おがわおとし）は、埼玉県加須市および久喜市を流れる水路である。

## 概要
この小川落は今日の埼玉県加須市と久喜市の境界を流下している農業排水路である。流域周辺からの農業排水を集めながら、水田などの農地の中を流下している。またかつて平成の大合併以前は北埼玉郡騎西町（現・加須市）と南埼玉郡菖蒲町（現・久喜市）との行政界であると同時に郡境にもなっていた。明治初期の記録である武藏國郡村誌の埼玉郡下種足村の項には、「村の東方の字古川（こがは）を起点として小林村へ至る」という旨が記されている。なお、流路の詳細に関しては下記の流路節を参照されたい。

## 流路
- 加須市下種足を南西へと流下し、県道北根菖蒲線を南側へと横断する。
- 県道北根菖蒲線を横断すると、加須市下種足（西側）と久喜市菖蒲町新堀（東側）の境界を南西へと向かい集落の中を流下する。
- 流域周辺がそれまでの集落より、水田を中心とした農地となり、その中を南西へと流下する。
- 流域が加須市中種足になると西へと流路を変え、やがて流域が久喜市菖蒲町新堀になり、西方より流下してくる附廻堀悪水路へと至り、合流（英語版）・終点となる。
- 終点：附廻堀悪水路